# مائورو رومن
مائورو رومن (انگلیسی: Mauro Roman؛ زادهٔ ۲۷ مارس ۱۹۵۴) سوارکار اهل ایتالیا بود.
وی در مسابقات کشوری و بین‌المللی در مجموع برندهٔ ۱ مدال نقره شده‌است.